# Psychotria sutericalyx
Psychotria sutericalyx är en måreväxtart som beskrevs av Herbert Fuller Wernham. Psychotria sutericalyx ingår i släktet Psychotria och familjen måreväxter. Inga underarter finns listade i Catalogue of Life.